# 北深路
北深路，是新北市的一條道路，道路位於深坑區，屬於市道106號一部分。

## 簡介
北深路共分有三段，分別通往新北市石碇區與臺北市文山區，一段北接石碇區靜安路，、三段南抵文山區木柵路。由於本路段是由深坑往臺北，故路名取臺北市的「北」字與深坑區的「深」字來作為命名。

## 歷史
其道路歷史可追溯至清治時期，但當時舊路迂迴，路況惡劣，車馬不通，造成不少交通障礙。日治時期對道路之重修，均為當務之急。
- 明治36年（西元1903年），深坑廳成立後，由地方民眾捐助，深坑景尾道至1903年12月開工，沿景尾溪右岸，穿山架谷，至明治37年（西元1904年3月）完工，里程為2里11町（相當於9.039公里），路寬9尺（相當於2.727公尺），可通行車馬，至此深坑、景尾、臺北間之交通，皆賴此路，對地方而言，大為便利[註 1]。
- 民國90年路名取名為北深路。

## 分段介紹
北深路共分三段：
- 一段：東起靜安路一段，西至深南路路口。
- 二段：東起深南路路口，西至深坑街街口。
- 三段：東起深坑街街口，西與木柵路五段相接。

## 沿線鄰近設施
| |  |
| - 一段（接松柏街、紅葉街、土庫尖路、深南路及靜安路） - 指南客運深坑站 - 土庫第二市民活動中心 - 土庫社區 - 流動夜市 - 二段（接深坑街、埔新街及平埔街） - 法務部臺灣高等法院檢察署北區大型贓物庫 - 台灣電力公司深坑服務所 - 市定古蹟興順居 - 深坑區公有立體停車場 - 深坑區公所 - 深坑社區 - 三段（接文山路、萬福路及木柵路） - 中華郵政臺北郵局深坑倉儲 - 海灣假日飯店 - 福容大飯店臺北二館 - 東南科技大學 - 深坑郵局 - 深坑草地尾郵局 - 市定古蹟永安居 |  |

## 外部連結
- 臺北市文山區公所－文山區誌